# Kristofer av Mecklenburg
Kristofer av Mecklenburg, född 30 juli 1537 i Augsburg, död 4 mars 1592 i Tempzins kloster nära Brüel, var en mecklenburgsk hertig.

## Biografi
Kristofer blev 1555 koadjutor hos ärkebiskop Vilhelm av Riga och 1562 förlovad med Elisabet Vasa, då Erik XIV hoppades på hans hjälp kunna komma i besittning av ärkebiskopsdömet Riga. Planen misslyckades dock helt, Kristofer tillfångatogs 1563 av polackerna och släpptes först 1569, sedan han avsagt sig alla anspråk på Riga. Avvisad av Johan III, då han försökte återuppta giftermålsförhandlingarna med Sverige, gifte han sig 1573 med Fredrik I av Danmarks dotter Dorotea, efter vars död han på nytt friade till Elisabet, nu med större framgång. Äktenskapet syns ha varit lyckligt.